# Jerónimo Puchero
Las aventuras de Jerónimo Puchero (en el francés original, Les Aventures de Jérôme Moucherot) es una serie de historietas creada por François Boucq. Sus aventuras han sido publicadas en España por Norma Editorial.

## Características
Jerónimo Puchero es agente de seguros de la compañía El Intrépido, suele vestir un traje de piel de leopardo y es apodado por su mujer "El tigre de Bengala". Mezcla costumbrismo con surrealismo y situaciones cotidianas con delirios exóticos.

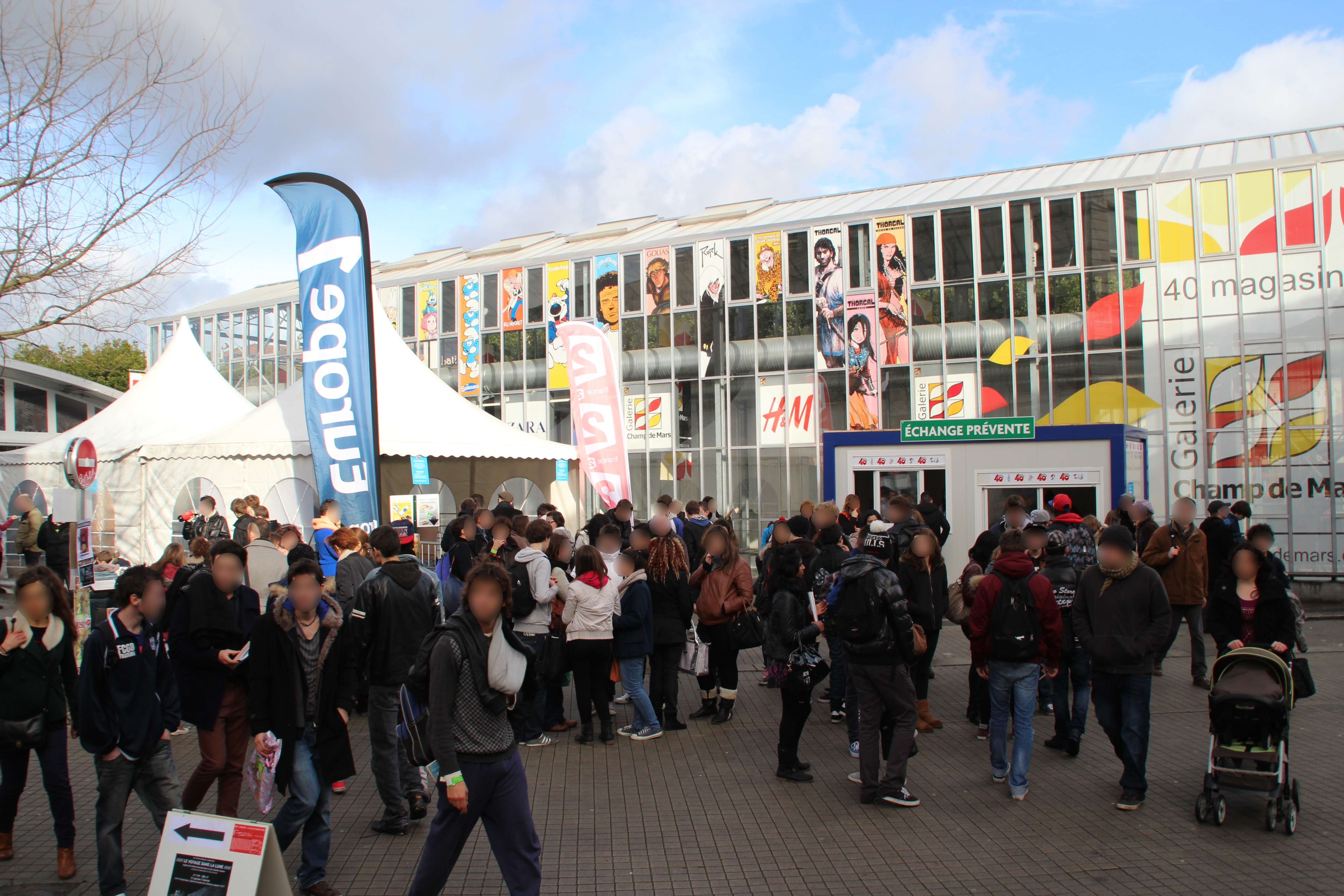
Momento de la ed. del 2013 del Festival de Angulema: entre los carteles, hay uno de
Les Aventures de Jérôme Moucherot, en el centro, entre el de Rork y los de Thorgal

## Trayectoria editorial
Éstos son los álbumes:
- Los dientes del tiburón (Les Dents du recoin, 1994)
- ¡A por el imprevisto! (Sus à l'imprévu !, 1998)
- El peligro pata de gallo (Le Péril pied-de-poule, 1998)
- ¡Se lo aseguro! (J'assure !, 1999)
- Le manifeste du mâle dominant (2012)
- Une quête intérieure tout en extérieur, histoire de pas salir chez soi (2019)